# Pimpinelleae
Pimpinelleae, tribus štitarki. Sastoji se od 15 rodova, od kojih je tipičan bedrenika (Pimpinella).
Tribus je opisan 1820.

## Rodovi
1. Zeravschania Korovin (14 spp.)
2. Nothosmyrnium Miq. (2 spp.)
3. Aphanopleura Boiss. (3 spp.)
4. Haussknechtia Boiss. (1 sp.)
5. Arafoe Pimenov & Lavrova (1 sp.)
6. Bubon L. (3 spp.)
7. Psammogeton Edgew. (13 spp.)
8. Parapimpinella Fern. Prieto, Sanna & Arjona (1 sp.)
9. Pimpinella L. (173 spp.)
10. Kelussia Mozaff. (1 sp.)
11. Registaniella Rech. fil. (1 sp.)
12. Afrosison H. Wolff (3 spp.)
13. Frommia H. Wolff (1 sp.)
14. Phellolophium Baker (2 spp.)
15. Cryptotaenia sect. Afrosciadium (3 spp.)